# Вера Вонг
Вера Еллен Вонг (кит. 王薇薇 народилася 27 червня 1949 року) — американська модельєрка, проживає в Нью-Йорку.

## Ранні роки та освіта
Вера Еллен Вонг народилася і виросла в Нью-Йорку, має китайське походження. Її батьки народилися в Китаї і переїхали до США в середині 1940-х років. Її мати, Флоренс У (У Чіфан), працювала перекладачем в Організації Об'єднаних Націй, її батько, Чен Цин Вонг (Вонг Ченцин), випускник Університету Яньцзиня та Массачусетського технологічного інституту (MIT), володів медичною компанією. Її дід по материнській лінії, У Цзюньшен, воєначальник Фентянської кліки, був убитий японською армією в Хуангутунському інциденті в 1928 році. Вонг має молодшого брата, якого звати Кеннет.
Вера Вонг відвідувала «Семінарію друзів» — приватну денну школу на Мангеттені, закінчила школу «Чапін» у 1967 році, відвідувала Паризький університет і отримала ступінь з історії мистецтв в коледжі Сари Лоуренс. Вонг почала займатися фігурним катанням у віці восьми років. В середній школі вона займалася з партнером по парному катанню Джеймсом Стюартом і змагалася на Чемпіонаті США з фігурного катання 1968 року. Вона стала обличчям обкладинки «Sport illustrated» 9 січня 1968 року. Коли їй не вдалося увійти до олімпійської команди США, вона пішла до індустрії моди. Вонг продовжує насолоджуватися катанням на ковзанах, кажучи: «Ковзання є багатовимірним».
У 1968 році Вера Вонг була представлена як дебютантка на Міжнародному балі дебютанток, що проходив у готелі Волдорф-Асторія в Нью-Йорку.

## Кар'єра
Вонг була прийнята на посаду редактора Vogue відразу після закінчення коледжу Сари Лоуренс, ставши наймолодшим редактором цього журналу. Вона перебувала у Vogue протягом 17 років, залишивши його в 1987 році, щоб приєднатися до Ральфа Лорена, для якого вона працювала 2 роки. У віці 40 років вона подала у відставку і стала незалежним дизайнером весільного одягу.
Вонг виготовила весільні сукні для багатьох відомих діячів, таких як Челсі Клінтон, Каренна Ґор, Іванка Трамп, Кемпбелл Браун, Аліша Кіз, Мерая Кері, Вікторія Бекхем, Сара Мішель Геллар, Авріл Лавін, Гіларі Дафф , Хлої Кардаш'ян і Кім Кардаш'ян. Вечірній одяг Вонг також носила Мішель Обама.
Вонг виготовляла костюми для фігуристів, включаючи Ненсі Керріган, Мішель Кван, Еван Лайсачек, Натан Чен. Керріган носила костюм від Вонг на зимових Олімпійських іграх 1992 та 1994 років, Кван на зимових Олімпійських іграх 1998 та 2002 років, Лайсачек на зимових Олімпійських іграх у 2010 році, а Чень на зимовій Олімпіаді у 2018 році. У 2009 році Вонг увійшла до Залу Слави фігурного катання США за свій внесок у цей вид спорту як дизайнер костюмів. Також Вонг розробила уніформу, яку носять Філадельфійські Орли.
23 жовтня 2001 року була випущена її книга «Vera Wang on Weddings». У червні 2005 року вона отримала нагороду від Американської ради модних дизайнерів (CFDA) в номінації «Дизайнер року» жіночого одягу. 27 травня 2006 року Вонг була удостоєна премії Андре Леон Таллі за успішні досягнення від Коледжу мистецтв і дизайну Савани.
Вечірнє вбрання Вонг носили зірки на багатьох заходах «червоної килимової доріжки», включаючи Віолу Девіс на врученні премії Оскар 2012 року і Софію Вергару на 65-ій премії Еммі.
Вонг була удостоєна премії за успішні досягнення від Ради Модних Дизайнерів Америки в 2013 році.
У 2006 році Вонг уклала угоду з мережею універмагів Kohl's, щоб виготовити спеціально для них менш дорогу лінійку готового одягу під назвою Simply Vera.

## Мережа роздрібної торгівлі
У 1990 році Вера Вонг відкрила власний дизайнерський салон в готелі Карлайл в Нью-Йорку, де були представлені її весільні сукні. З тих пір вона відкрила весільні бутіки в Нью-Йорку, Лондоні, Токіо і Сіднеї, а також розширила свій бренд, створивши власний аромат, ювелірні вироби, окуляри, взуття та предмети побуту.
Бренд «White by Vera Wang» був представлений 11 лютого 2011 року в David's Bridal. Ціни на весільні сукні коливались від 600 до 1400 доларів, що дало можливість нареченим придбати одяг від Вери Вонг по більш доступним цінам. У 2002 році Вонг почала входити в індустрію домашньої моди і запустила The Vera Wang China і Crystal Collection, після чого у 2007 році вийшов випуск лінії під назвою Simply Vera, яка продається виключно в Kohl's.
Навесні 2012 року Вонг об'єдналася з Men's Wearhouse, щоб запропонувати два види смокінгу, які можна придбати як в роздріб, так і в орендованих магазинах. У червні 2012 року вона розширила свою мережу з відкриттям магазину «Vera Wang Bride Sydney» в Австралії та її першого азійського флагманського магазину «Vera Wang Bridal Korea» в Сеулі.

## Особисте життя
У 1989 році Вера Вонг вийшла заміж за Артура Беккера. Міжконфесійна церемонія була проведена рабином Чарльзом Дж. Девідсоном і преподобним доктором Мелвіном Хуторяни, служителем баптистської церкви. Вонг з чоловіком мешкали на Мангеттені разом зі своїми двома удочереними дітьми: Сесілією (1990 р.), яка нині живе в Нью-Йорку, і Джозефін (1993 р.), яка навчалася в школі «Чапін» і в даний час відвідує Гарвардський університет. Беккер був генеральним директором компанії з інформаційних технологій NaviSite до серпня 2010 року. У липні 2012 року компанія Vera Wang Co. оголосила, що пара розлучилася. Розставання було мирним.
Вера Вонг любить спорт і фізичні вправи. Вона проводить свій день працюючи з різним асортиментом продукції, яку вона виробляє — починаючи від вивчення китайської порцеляни до дрібних шкіряних виробів у Kohl's. Зазвичай вона не відповідає на дзвінки протягом дня.

## У масовій культурі
У кількох фільмах і телевізійних шоу згадуються роботи Вонг.
У серіалі «Секс і місто» Шарлотта Йорк знайшла сукню від Вонг ідеальним весільним вбранням, і наділа її на своє весілля з Треєм МакДуглом. Дизайн Вонг згадувався в телесеріалі каналу NBC «Західне крило» в епізоді «The Black Vera Wang».
У фільмі «Секс і місто» сукня від Вери Вонг була серед весільних суконь, які Керрі Бредшоу вдягала у своїй фотосесії для Vogue. У фільмі «Війна наречених» Енн Гетевей і Кейт Гадсон носили сукні на замовлення від Вери Вонг.
У Totally Spies! в епізоді The Wedding Crasher лиходій на ім'я Wera Van (пародія на Веру Вонг) бажає помститися тим, хто не схвалив дизайн її весільних суконь.
Вера Вонг також розробила весільну сукню для героїні Сари Мішель Геллар, Баффі Саммерс, у серіалі «Баффі — переможниця вампірів» в епізоді «Випускний бал».
У телесеріалі «Як уникнути покарання за вбивство», персонаж Мікаели Пратт згадала традиційну весільну сукню від Вери Вонг, коли вона сперечалася зі своїм нареченим Айденом Уокером щодо його сексуальності.
У телесеріалі «Пліткарка» Вера Вонг згадується в численних епізодах і є одним з найулюбленіших дизайнерів Блер Волдорф. Блер має весільну сукню, розроблену Верою Вонг для її весілля з принцом Монако, Луї. Блер вирішує, що вона не зможе вдягнути його після того, як вона втрачає їх з Луї дитину в автомобільній аварії, тому замість неї була розроблена інша сукня. Три подружки нареченої на весіллі Блер вдягнуті у сукні від Вери Вонг.
Також у «Помсті» Вікторія Грейсон, яку грає Медлін Стоу, носить сталево-сіру сукню русалки від Вери Вонг на своєму другому весіллі з Конрадом Грейсоном (Генрі Черні). Сукня була представлена у чорному кольорі на шоу Wang's Fall 2012.
На Super Bowl 2017, Lady Gaga була у одязі із колекції Весна/Літо 2017 від Вери Вонг.

## Фільмографія

### Фільми
- Перша донька (2004)
- Вересневий номер (2009)

### Телебачення
- Gossip Girl (2012)
- Учень (2008)
- Погануля (2007)

## Книги
- Вера Вонг «Vera Wang on Weddings», HarperCollins, жовтень, 2001 р. ISBN 9780688162566